# نايل بريسلن
نايل بريسلن (بالإنجليزية: Niall Breslin)‏ هو كاتب أغاني ومغني ومنتج أسطوانات أيرلندي، ولد في 22 أكتوبر 1980 في Artane, Dublin ‏ في جمهورية أيرلندا.

## وصلات خارجية
- نايل بريسلن على موقع IMDb (الإنجليزية)
- نايل بريسلن على موقع ميوزك برينز (الإنجليزية)